# Сагаласос
Сагаласос је археолошко налазиште у југозападној Турској, око 100 километара северно од савременог града Анталије, древне Аталиеје. У доба Римског царства град је био познат као најзначајнији град Писидије, регије у области западног Тауруса, данас познате као Језерска област. Град је био познат још у хеленистичком периоду као један од највећих градова Писидије.
Археолошки локалитет се налази између 1400 и 1600 метара надморске висине. 
Место је први пут настањено око 8000 година пре нове ере. Потом га у 14. веку пре нове ере спомињу Хетити под називом Салаваса.
Град је у 6. веку доживео велики земљотрес, а потом је пролазио кроз кризе услед епидемија, недостатка воде и напада варвара, да би земљотрес у 7. веку коначно присилио становнике да напусте град и преселе се у долину. Сагаласос је препун вредних споменика из старогрчког, римског и византијског периода.